# Huracán Bret (1999)
Este artículo es sobre el huracán formado con ese nombre en el Atlántico en 1999; para otras tormentas llamadas Bret, véase Huracán Bret.

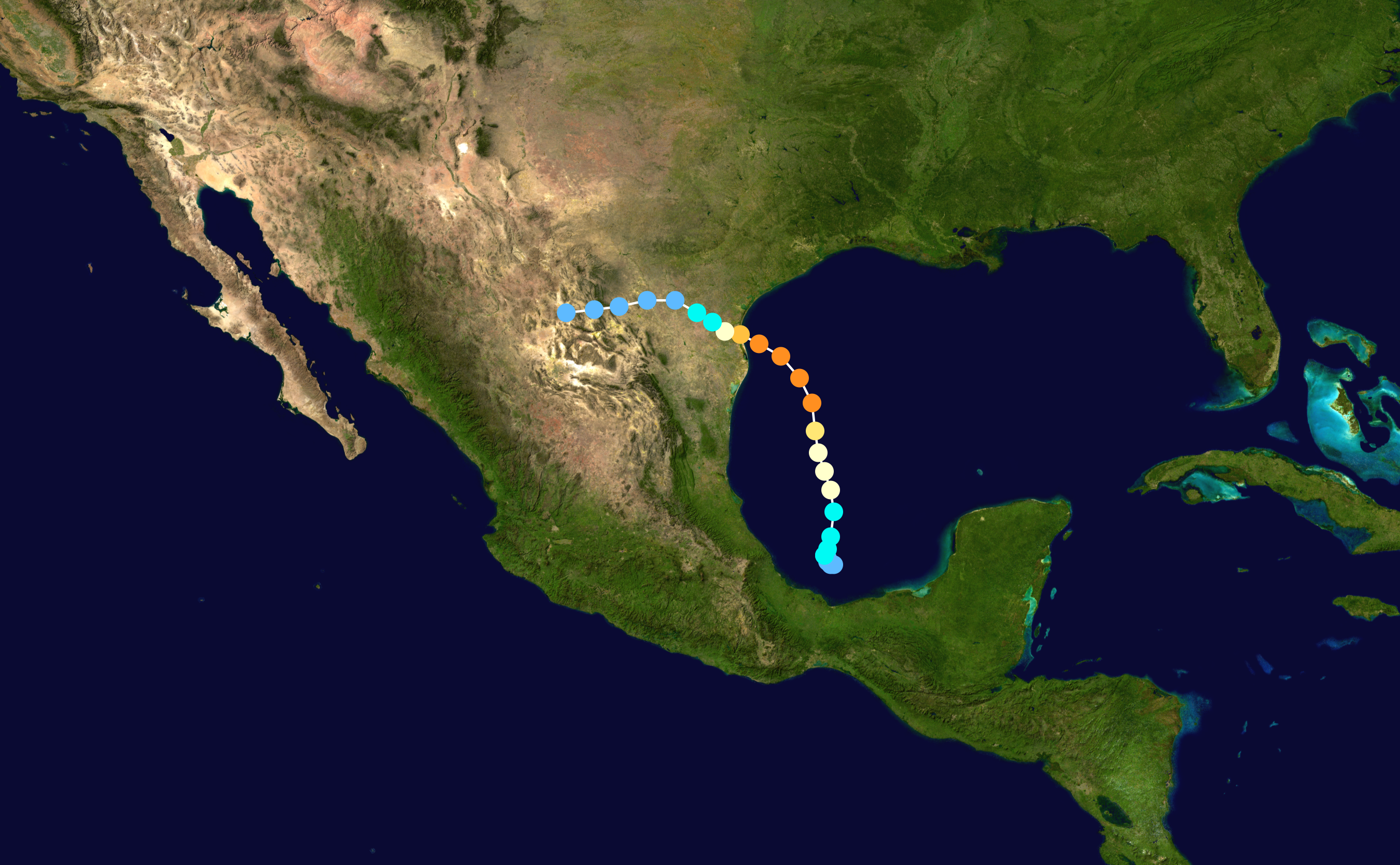
Trayectoria del Huracán Bret (1999), perteneciente a la temporada de huracanes en el Atlántico de 1999, siguiendo los colores de la escala de huracanes de Saffir-Simpson.

El huracán Bret fue el primero de 5 huracanes Categoría 4 de la temporada de huracanes en el Atlántico de 1999. A pesar de tocar tierra como un fuerte huracán categoría 3 en el estado de Texas, Bret falló en causar mucho daño, alcanzando tan solo $60 millones de dólares (1999 USD), $74 millones (2007 USD) debido a que tocó tierra en un área de población esparcida y por su pequeño tamaño.
Una onda tropical se alejó de las costas de África el 5 de agosto de 1999. Se movió a través de un Atlántico lleno de cizalladuras, apenas perceptibles por momentos. El 15 de agosto al oeste del mar Caribe, la onda interactuó con una borrasca de nivel superior, que la llevó a un aumento en su convección. Vagó al noreste hacia la bahía de Campeche, desarrollando un sistema de baja presión superficial en la mañana del 18 de agosto. Poco después, el sistema se organizó para llegar a ser la depresión tropical 3. Inicialmente la depresión tropical tenía una convección desorganizada debido a cizalladuras verticales causadas por una depresión de nivel superior sobre el oeste del golfo de México.